# Košarkaški klub Crvena zvezda
Il Košarkaški klub Crvena zvezda è una squadra di pallacanestro serba avente sede nella capitale Belgrado. 
Fondato nel 1945, disputa la Lega Adriatica e il campionato nazionale serbo di massima divisione, la Košarkaška liga Srbije. Gioca le partite interne nella struttura della Hala Aleksandar Nikolić, la cui capacità è di 8.150 posti a sedere.
Fa parte della polisportiva Sportsko Društvo Crvena zvezda.

## Storia

### La formazione e i 10 titoli consecutivi
La Stella Rossa venne fondata il 4 marzo 1945 come sezione cestistica della società polisportiva Sportsko Društvo Crvena zvezda.
Dopo il primo campionato del dopoguerra, la Stella Rossa fece suoi, consecutivamente dal 1946 al 1955, i primi dieci campionati jugoslavi annoverando tra le sue file campioni indiscussi come Tullio Rochlitzer, Aleksandar Gec, Ladislav Demšar e Srđan Kalember, sotto la guida di Nebojša Popović.
Erano pionieri nel gioco del basket jugoslavo, raggiungendo risultati sorprendenti, intrattendo il pubblico - tra i quali il Premio Nobel per la letteratura Ivo Andrić - con il loro stile di gioco avanzato per l'epoca.

### Il declino, la risalita e i successi europei
Dopo le dieci vittorie consecutive nel 1956 il campionato venne vinto dal Proleter Zrenjanin, e per tutti gli anni 1960 il titolo fu faccenda tra l'OKK Belgrado e l'AŠK Olimpija, con la formazione biancorossa a lottare dapprima per le zone alte della classifica, e poi, via via, nelle zone basse.
Dopo una lunga attesa, nella stagione 1968-1969 la formazione guidata in panchina da Milan Bjegojević, con in campo campioni come Vladimir Cvetković, Dragan Kapičić, Ljubodrag Simonović e Zoran Slavnić, fece suo l'11º titolo dopo un lungo testa a testa con i bi-campioni consecutivi dello Zadar.
Quelli furono anche gli anni della prima partecipazione ad una competizione europea: la Coppa dei Campioni 1969-1970, dove la formazione biancorossa dopo aver sconfitto lo Sparta Bertange e il Panathinaikos, venne eliminata nella successiva fase a gironi.
In ambito nazionale, la Stella Rossa riuscì a far proprio il campionato 1971-1972 dopo lo spareggio vinto per 75 a 70 contro la Jugoplastika Spalato; e di tre Coppe di Jugoslavia (1971, 1973, 1975).
Le maggiori soddisfazioni e successi vennero conquistati in ambito europeo. Dapprima il raggiungimento della finale, persa contro la Simmenthal Milano della Coppa delle Coppe 1971-1972; cui seguirono le semifinali della Coppa dei Campioni 1972-1973 e la vittoria, l'anno successivo, della Coppa delle Coppe 1973-1974 sconfiggendo in finale i cecoslovacchi dello Spartak ZJŠ Brno, sotto la guida di Aza Nikolić.
Anche la stagione successiva la formazione biancorossa raggiunse la finale della Coppa delle Coppe 1974-1975, non riuscendo a bissare il successo, a causa della sconfitta contro lo Spartak Leningrado che annoverava tra le sue file giocatori del calibro di Aleksandr Belov e Jurij Pavlov.

### Gli anni bui
Da allora la squadra non riuscì a ritornare ai fasti del passato. In ambito casalingo la squadra iniziò a viaggiare a centro classifica, e nemmeno l'introduzione dei play-off a partire dalla stagione 1981-1982 migliorò la situazione, con i biancorossi che raggiunsero la finale per il titolo in quattro occasioni, ma vennero sconfitti dal Cibona Zagabria (due volte), dal Partizan Belgrado e dalla Jugoplastika Spalato.
In ambito europeo invece la formazione biancorossa raggiunse per ben quattro volte le semifinali della Coppa Korać (nel 1980-1981, 1981-1982, 1984-1985 e 1987-1988), e nella stagione 1983-1984 perse la finale di Parigi contro il Pau-Orthez per 73 a 97.

### Il ritorno al successo

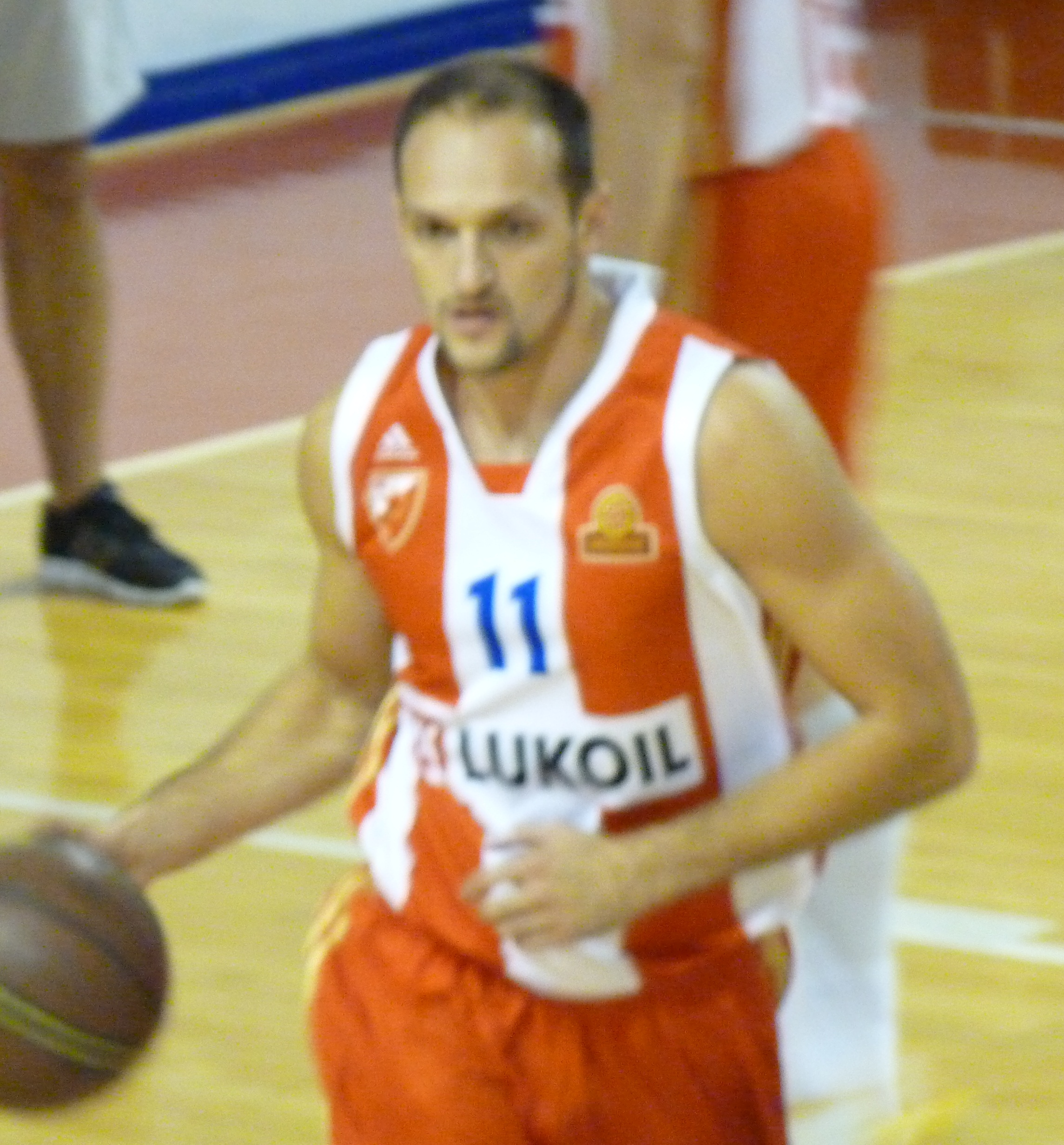
Igor Rakočević con la maglia biancorossa

Dopo la dissoluzione della Jugoslavia il nuovo campionato divenne sostanzialmente una corsa a tre squadre: Partizan Belgrado, Budućnost Podgorica e appunto la Stella Rossa.
La prima edizione del nuovo campionato venne vinta a sorpresa. sul Partizan grazie all'apporto di giocatori del calibro di Saša Obradović, Predrag Stojaković e Dejan Tomašević, sotto la guida di Vladislav Lučić.
Il successo venne bissato anche nella stagione successiva, ma da allora iniziarono i primi problemi economici del club, che culminarono con una quasi retrocessione nella stagione 1996-1997, chiusa al 12º posto. La stagione successiva la squadra non solo vinse il campionato ma raggiunse anche la finale della Coppa Korać persa poi per soli 3 punti di scarto contro la Mash Verona di Mike Iuzzolino e Randolph Keys: il mix di giovani giocatori come Milenko Topić, Vladimir Kuzmanović (entrambi provenienti dal defunto BFC Beočin) e di veterani come Jovo Stanojević e Igor Rakočević rappresentarono la miglior formazione biancorossa del decennio.

### La nuova crisi sportiva ed economica
All'inizio del 2002 imprenditori ed esponenti politici legati al Partito Democratico serbo, quali Živorad Anđelković, Goran Vesić, e Igor Žeželj si avvicinarono al club lanciando il progetto "Evropska ZVEZDA" (srb. "Europa Stella Rossa") per riportare la formazione biancorossa nella massima competizione europea, l'Eurolega. Tuttavia, se si escludono le due vittorie della Coppa di Serbia e Montenegro (2004 e 2006), il progetto si concluse con un sostanziale insuccesso.
Con l'ulteriore scioglimento della Serbia e Montenegro, le squadre serbe si trasferirono nella Košarkaška liga Srbije ma il club non migliorò i risultati sportivi, nemmeno con l'arrivo in panchina di Svetislav Pešić e con l'arrivo di buono giocatori come Nemanja Bjelica, Vladimir Štimac, Lawrence Roberts, Marko Kešelj; mentre i problemi finanziari del club si facevano sempre più pressanti. La crisi culminò nel 2010 con la dimissione dell'intero consiglio di amministrazione, preludio alla procedura fallimentare. Nell'ottobre dello stesso anno venne sanciato dal tribunale amministrativo di Belgrado che la Stella Rossa, in qualità di ente sportivo, poteve evitare la bancarotta.

### La fusione con il FMP Železnik, e i nuovi successi
Nell'estate del 2011 con un debito di 15 milioni di dollari, la sopravvivenza della squadra era assai incerta. Il 12 agosto 2011 la Stella Rossa e FMP Železnik si integrarono e venne nominato nuovo Presidente Nebojša Čović, già Primo ministro della Serbia e Sindaco di Belgrado. Il nuovo Presidente varò immediatamente un programma di consolidamento economico e di rilancio sportivo, richiamando Svetislav Pešić, anche se i risultati non furono quelli aspettati.

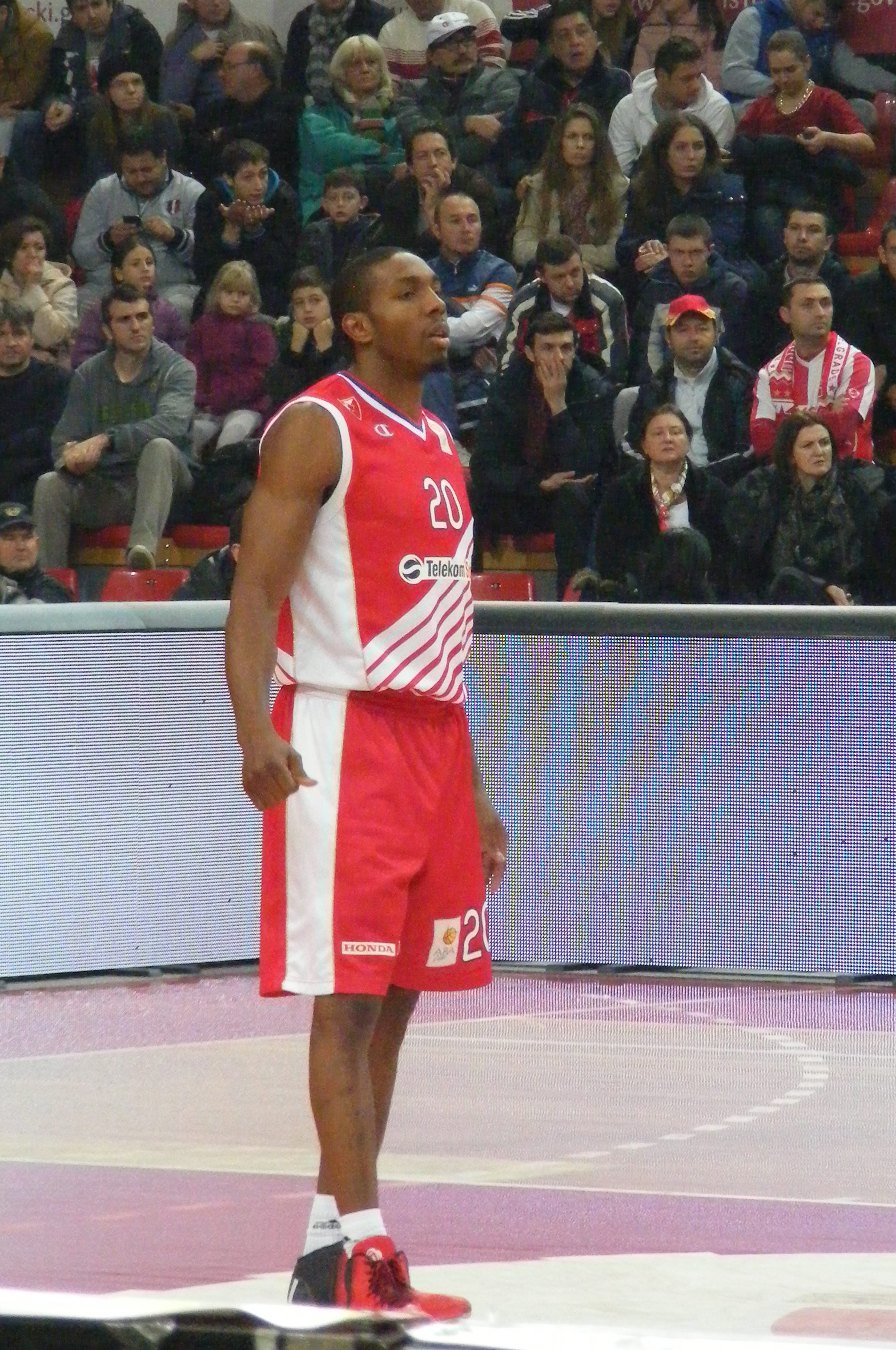
DeMarcus Nelson con la maglia biancorossa per due stagioni

La stagione successiva la squadra venne rinforzata dal ritorno - per la terza volta - di Igor Rakočević e dagli innesti di DeMarcus Nelson, Elton Brown, Raško Katić e Boris Savović, riuscendo a vincere, sotto la guida di Vlada Vukoičić la Coppa di Serbia 2013, e a raggiungere la finale della Lega Adriatica 2012-2013, persa poi contro il Partizan per 63 a 71, ma che valse la qualificazione per l'Eurolega 2013-2014 dopo quindici anni di assenza.
Ulteriormente rinforzata dagli arrivi di Charles Jenkins, Blake Schilb, Jaka Blažič e Boban Marjanović, la formazione biancorossa, guidata da Dejan Radonjić venne eliminata nella fase a gironi, ma ripescata in Eurocup 2013-2014, raggiungendo le semifinali, poi perse contro i russi dell'UNICS Kazan'. Nuovamente sconfitta nelle finali per il titolo dai cugini del Partizan, la formazione biancorossa poté consolarsi grazie alla vittoria della seconda Coppa di Serbia consecutiva.
Su un nucleo già altamente competitivo, gli arrivi di Marcus Williams, e dei nazionali serbi Nikola Kalinić e Stefan Jović fecero fare il definitivo salto di qualità alla formazione biancorossa che fece suoi il campionato serbo-2014-2015 - dopo il lungo dominio del Partizan -, la Lega Adriatica 2014-2015, e la Coppa di Serbia 2015. Anche in Eurolega 2014-2015 la formazione di Radonjić si fece valere arrivando dietro all'Olympiacos Pireo, e davanti al Laboral Kutxa Vitoria e al Galatasaray Liv Hospital Istanbul nella prima fase, e venendo poi eliminata alle TOP 16.
Nella stagione 2016-2017, guidata dal confermato tecnico Dejan Radonjić, ottiene numerosi successi. La squadra vince la Coppa di Serbia battendo in finale il Partizan. 
Vince la Lega Adriatica battendo in finale per tre partite a zero il Cedevita Zagabria.
In campionato si qualifica per i play off dove elimina in semifinale per due partite a zero il Košarkaški klub Mega Leks Beograd e in finale per tre partite a zero il Košarkaški klub FMP Beograd vince il titolo nazionale.

## Roster 2024-2025
Aggiornato al 14 settembre 2024.
|    | Naz.                                                | Ruolo | Sportivo             | Anno | Alt. | Peso |  |
| -- | --------------------------------------------------- | ----- | -------------------- | ---- | ---- | ---- |  |
| 0  | Stati Uniti (bandiera) · Bulgaria (bandiera)        | P     | Codi Miller-McIntyre | 1994 | 191  | 90   |  |
| 1  | Stati Uniti (bandiera)                              | AC    | John Brown           | 1992 | 203  | 98   |  |
| 3  | Stati Uniti (bandiera)                              | G     | Isaiah Canaan        | 1991 | 183  | 91   |  |
| 4  | Serbia (bandiera)                                   | P     | Miloš Teodosić       | 1987 | 196  | 90   |  |
| 7  | Serbia (bandiera)                                   | A     | Dejan Davidovac      | 1995 | 203  | 95   |  |
| 9  | Serbia (bandiera)                                   | AG    | Luka Mitrović        | 1993 | 205  | 103  |  |
| 10 | Serbia (bandiera)                                   | GA    | Branko Lazić         | 1989 | 195  | 90   |  |
| 12 | Serbia (bandiera)                                   | A     | Nikola Kalinić       | 1991 | 202  | 105  |  |
| 13 | Serbia (bandiera)                                   | AP    | Ognjen Dobrić        | 1994 | 200  | 93   |  |
| 21 | Russia (bandiera)                                   | C     | Joel Bolomboy        | 1994 | 203  | 106  |  |
| 22 | Bosnia ed Erzegovina (bandiera) · Serbia (bandiera) | A     | Dalibor Ilić         | 2000 | 204  | 94   |  |
| 24 | Stati Uniti (bandiera)                              | AG    | Mike Daum            | 1995 | 206  | 107  |  |
| 30 | Serbia (bandiera)                                   | AC    | Filip Petrušev       | 2000 | 211  | 106  |  |
| 31 | Lituania (bandiera)                                 | AP    | Rokas Giedraitis     | 1992 | 201  | 88   |  |
| 36 | Serbia (bandiera)                                   | G     | Nemanja Nedović      | 1991 | 191  | 87   |  |
| 47 | Serbia (bandiera)                                   | G     | Andrej Kostić        | 2006 | 198  | 88   |  |
| 99 | Brasile (bandiera)                                  | P     | Yago                 | 1999 | 176  | 82   |  |

### Staff tecnico
| Allenatore: | Giannīs Sfairopoulos                   |
| Assistenti: | Vasilīs Geragotellīs, Tomislav Tomović |

## Allenatori

Aza Nikolić

Il primo allenatore del club fu Nebojša Popović che guidò la squadra per dieci stagioni in cui vinse altrettanti titoli. Milan Bjegojević vinse il campionago jugoslavo 1968-1969, mentre Bratislav Đorđević quello 1971-1972.
L'unico titolo internazionale, la Coppe delle Coppe 1973-1974 venne vinta sotto la guida Aza Nikolić.
Vladislav Lučić ha guidato la formazione biancorossa nella vittoria di tre YUBA liga (1992-2006).
Aza Nikolić è dal 1998 membro della Hall of Fame. Lo stesso Nikolić con Ranko Žeravica sono nella FIBA Hall of Fame.
Sempre Aza Nikolić è tra i 50 contributori più importanti della storia dell'Eurolega.
Cronologia degli allenatori
- 1946-1956 -  Nebojša Popović
- 1956-1959 -  Aleksandar Gec
- 1959-1970 -  Milan Bjegojević
- 1970-1971 -  Ðorđe Andrijašević
- 1971-1973 -  Bratislav Đorđević
- 1973-1974 -  Aza Nikolić
- 1974-1975 -  Nemanja Đurić
- 1976 -  Strahinja Alagić
- 1976-1979 -  Bratislav Đorđević
- 1979-1980 -  Mile Protić
- 1980 -  Dragiša Vučinić
- 1980-1986 -  Ranko Žeravica
- 1986-1988 -  Vlade Đurović
- 1988-1991 -  Zoran Slavnić
- 1991-1992 -  Duško Vujošević
- 1992-1994 -  Vladislav Lučić
- 1994 -  Veselin Matić
- 1994-1995 -  Zoran Slavnić
- 1995 -  Mihailo Uvalin

- 1996 -  Borislav Džaković
- 1996-1997 -  Ranko Žeravica
- 1997 -  Mihailo Pavićević
- 1998 -  Tom Ludwig
- 1998 -  Vladislav Lučić
- 1998 -  Mihailo Pavićević
- 1998 -  Borislav Džaković
- 1998-1999 -  Jovica Antonić
- 1999 -  Momir Milatović
- 1999-2000 -  Vladislav Lučić
- 2000-2001 -  Stevan Karadžić
- 2001 -  Muta Nikolić
- 2001 -  Zoran Krečković
- 2001-2002 -  Muta Nikolić
- 2002-2003 -  Aleksandar Trifunović
- 2003-2004 -  Zmago Sagadin
- 2004-2005 -  Aleksandar Trifunović
- 2005-2006 -  Dragan Šakota

- 2006-2007 -  Dragan Šakota
- 2007-2008  Stevan Karadžić
- 2008 -  Milan Škobalj
- 2008-2009 -  Svetislav Pešić
- 2009 -  Aco Petrović
- 2009-2010 -  Aleksandar Trifunović
- 2010-2011 -  Mihailo Uvalin
- 2011 -  Aleksandar Nikitović
- 2011-2012 -  Svetislav Pešić
- 2012 -  Milivoje Lazić
- 2012-2013 -  Vlada Vukoičić
- 2013-2017 -  Dejan Radonjić
- 2017-2018 -  Dušan Alimpijević
- 2018 -  Milenko Topić
- 2018-2019 -  Milan Tomić
- 2019 -  Andrija Gavrilović
- 2019 - 2020 -  Dragan Šakota
- 2020 -  Saša Obradović
- 2020-2022 -  Dejan Radonjić
- 2022 -  Vladimir Jovanović
- 2022-2023 -  Duško Ivanović

## Cestisti
Tantissimi sono i campioni che hanno vestito la maglia della Stella Rossa, e che hanno ricevuto premi, onorificenze e riconoscimenti con la maglia biancorossa.
Zoran Slavnić è dal 2013 nella FIBA Hall of Fame.

### Stelle della Stella Rossa
Nella lunga tradizione della Stella Rossa, è stato istituito il titolo di Stella della Stella Rossa (Zvezdina zvezda) per quei giocatori che hanno onorato la storia del club, e che con il loro gioco e talento hanno reso famosa la squadra in tutto il mondo. In totale, sono solo otto i giocatori che ufficialmente hanno ricevuto tale onorificenza:
- Aleksandar Gec
- Nebojša Popović
- Aza Nikolić
- Borislav Stanković

- Vladimir Cvetković
- Zoran Slavnić
- Zoran Radović
- Saša Obradović

## Palmarès

### Competizioni nazionali
- YUBA liga: 12

1946, 1947, 1948, 1949, 1950, 1951, 1952, 1953, 1954, 1955, 1968-1969, 1971-1972
- YUBA liga: 3

1992-1993, 1993-1994, 1997-1998
- Campionato serbo: 9

2014-2015, 2015-2016, 2016-2017, 2017-2018, 2018-2019, 2020-2021, 2021-2022, 2022-2023, 2023-2024
- Coppa di Jugoslavia: 3

1971, 1973, 1975
- Coppa di Serbia e Montenegro: 2

2004, 2006
- Coppa di Serbia: 9

2013, 2014, 2015, 2017, 2021, 2022, 2023, 2024, 2025

### Competizioni internazionali
- Coppa delle Coppe: 1

1973-1974
- Lega Adriatica: 7

2014-2015, 2015-2016, 2016-2017, 2018-2019, 2020-2021, 2021-2022, 2023-2024
- Supercoppa ABA Liga: 1

2018

## Tifoseria
I Delije (serbo: Делије, ovvero Gli eroi) sono i tifosi della sezione calcistica della polisportiva della Stella Rossa, anche se generalmente con tale appellativo vengono identificati tutti i tifosi della Stella Rossa.
La più accesa rivalità a livello nazionale è quella con il Partizan Belgrado, accentuata dalle differenze politiche tra le due tifoserie che provocano episodi violenti in occasione degli incontri tra le due squadre (denominati Derby eterno).